# Deng Zhong
Deng Zhong (230 - 264) was een officier die diende voor het koninkrijk Wei tijdens de Drie Koninkrijken-periode in China. Deng Zhong was de zoon van generaal Deng Ai. Deng Zhong assisteerde zijn vader met het verslaan van Jiang Wei tijdens een gevecht tegen Shu bij Duan Gu. Deng Zhong stond weer oog in oog met Jiang Wei tijdens de gevechten bij Chang Castle. Deng Zhong en zijn vader vielen beiden in een val opgezet door Zhong Hui tijdens hun bezoek aan de nieuwe regio Chengdu. Uiteindelijk werden Deng Zhong en zijn vader gedood door Wei Guan, die ze gevangen had genomen uit angst voor zelf gedood te worden nadat Zhong Hui dood was gegaan.